# Gloria Hope
Gloria Hope (nacida como Olive Frances, 9 de noviembre de 1901 - 29 de octubre de 1976) fue una actriz estadounidense, quién trabajó durante la era de cine mudo.

## Vida y carrera
Hope nació en Pittsburgh, Pensilvania, como Olive Frances,[cita requerida] en 1901. Después de haber terminado su educación en una escuela ubicada en Newark (Nueva Jersey), Hope inició su carrera en la actuación, Hope empezó a trabajar con Thomas H. Ince, Hope trabajó en empresas como Triangle Film Corporation, Artcraft, Paramount Pictures, Paralta, Universal Pictures y Goldwyn Pictures, durante la década de 1910, Hope llegó a protagonizar un total de 15 películas, entre ellas Naughty, Naughty, The Gay Lord Quex, Burglar by Proxy, The Hushed Hour, The Great Love, y Outcasts of Poker Flat. En 1920,  Who's Who on the Screen describió que Hope medía 1,57 m, pesaba alrededor de 48 kg y tenía tez clara, cabello marrón y ojos de color azul.
Hope inició su carrera en la actuación en 1917, llegó a protagonizar un total de 30 películas, antes de retirarse en 1926, para tener hijos.
Hope trabajó juntó con William Garwood en The Guilty Man, estrenada en 1918, también trabajó junto con Mary Pickford y Lloyd Hughes en Tess of the Storm Country en 1922.
Se casó con Lloyd Hughes el 30 de junio de 1921, la pareja tuvo dos hijos; Donald y Isabel.[cita requerida] El 11 de octubre de 1927, se casó con Joe Bishow, sin embargo, el matrimonio fue anulado en 1928.
Hope murió en Pasadena, California. Fue enterrada en Forest Lawn Memorial Park (Glendale), donde permanece cerca de la tumba de su esposo, Lloyd Hughes.

## Filmografía

### Década de 1920
- Sandy (1926) .... Judith Moore
- That Devil Quemado (1925) .... Joanna Thatcher
- Tess of the Storm Country (1922) .... Teola Graves
- Trouble (1922) .... Mrs. Lee, the Plumber's Wife
- The Grim Comedian (1921) .... Dorothy
- Courage (1921) .... Eve Hamish
- Colorado (1921) .... Kitty Doyle
- Prairie Trails (1920) .... Alice Endicott
- The Texan (1920) .... Alice Marcum
- Seeds of Vengeance (1920) .... Mary Reddin
- The Desperate Hero (1920) .... Mabel Darrow
- The Third Woman (1920) .... Marcelle Riley

### Década de 1910
- Too Much Johnson (1919) .... Leonora Faddish
- The Gay Lord Quex (1919) .... Muriel Eden
- Rider of the Law (1919) .... Betty
- Burglar by Proxy (1919) .... Dorothy Mason
- The Outcasts of Poker Flat (1919) .... Ruth Watson/Sophy, the girl
- Bill Apperson's Boy (1919) .... Martha Yarton
- The Hushed Hour (1919) .... Annie Vierge
- The Heart of Rachael (1918) .... Magsie Clay
- The Law of the North (1918) .... Virginie de Montcalm
- The Great Love (1918) .... Jessie Lovewell
- $5,000 Reward (1918) .... Margaret Hammersley
- Free and Equal (1918) .... Margaret Lowell
- Naughty, Naughty! (1918) .... Judith Holmes
- The Guilty Man (1918) .... Claudine Flambon
- Time Locks and Diamonds (1917) .... Marjory Farrel